# Tanagrafigurer

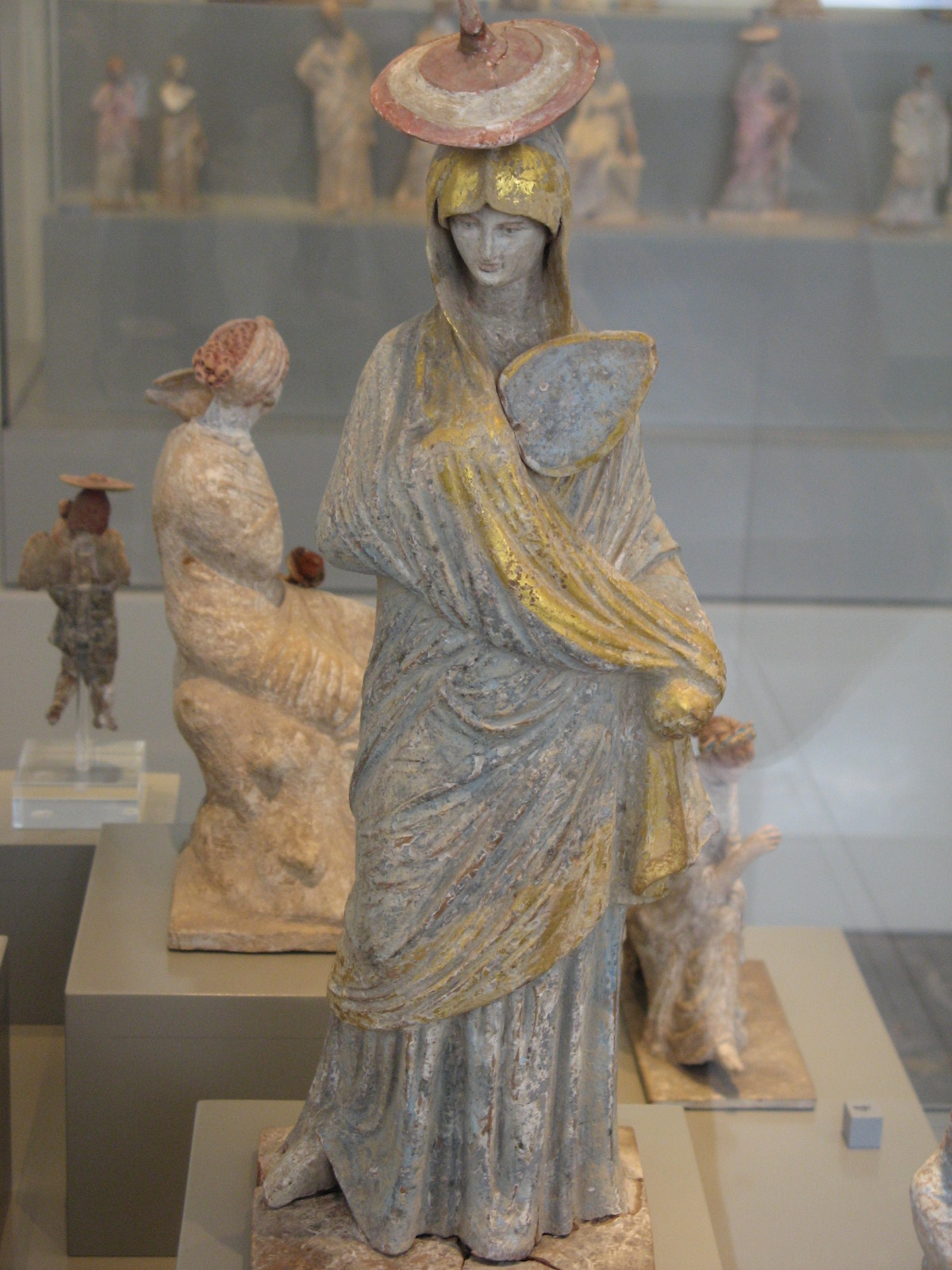
Tanagrafigur på Altes Museum i Berlin, cirka 325-300 f.Kr.

Tanagrafigurer kallas de antika grekiska statyetter av gjuten och ibland målad terrakotta som producerades i staden Tanagra i Boiotien. Staden var känd för sina terrakottafigurer ända sedan arkaisk tid, men beteckningen används särskilt om de hellenistiska statyetterna, och ofta också om terrakottastatyetter som framställts i andra grekiska centra under hellenistisk tid. Populära motiv var kvinnor, barn och skådespelarfigurer.